# Cầu Mống
Cầu Mống hay cầu Arc-en-ciel là một cây cầu bắc qua kênh Bến Nghé, nối liền giữa Quận 1 và Quận 4, Thành phố Hồ Chí Minh, Việt Nam. Đây được coi là một trong những cây cầu cổ xưa nhất tại thành phố này.
Cầu do Công ty vận chuyển hàng hải Messageries Maritimes của Pháp bỏ vốn xây dựng vào năm 1893-1894, dài 128 mét, rộng 5,2 mét, lề bộ hành rộng 0,5 mét, xây bằng thép kiên cố. Cầu làm theo kiểu vồng mống nên cho nên dân gian gọi là cầu Mống và tên tiếng Pháp là Arc-en-ciel nghĩa cầu vồng .
Trong giai đoạn thi công Đại lộ Đông - Tây và Đường hầm sông Sài Gòn, cầu Mống được tháo dỡ hoàn toàn, sau khi công trình này hoàn tất thì cầu Mống đã được lắp ghép lại theo nguyên bản và gia cố thêm phần trụ móng kèm trang bị chiếu sáng mỹ thuật.

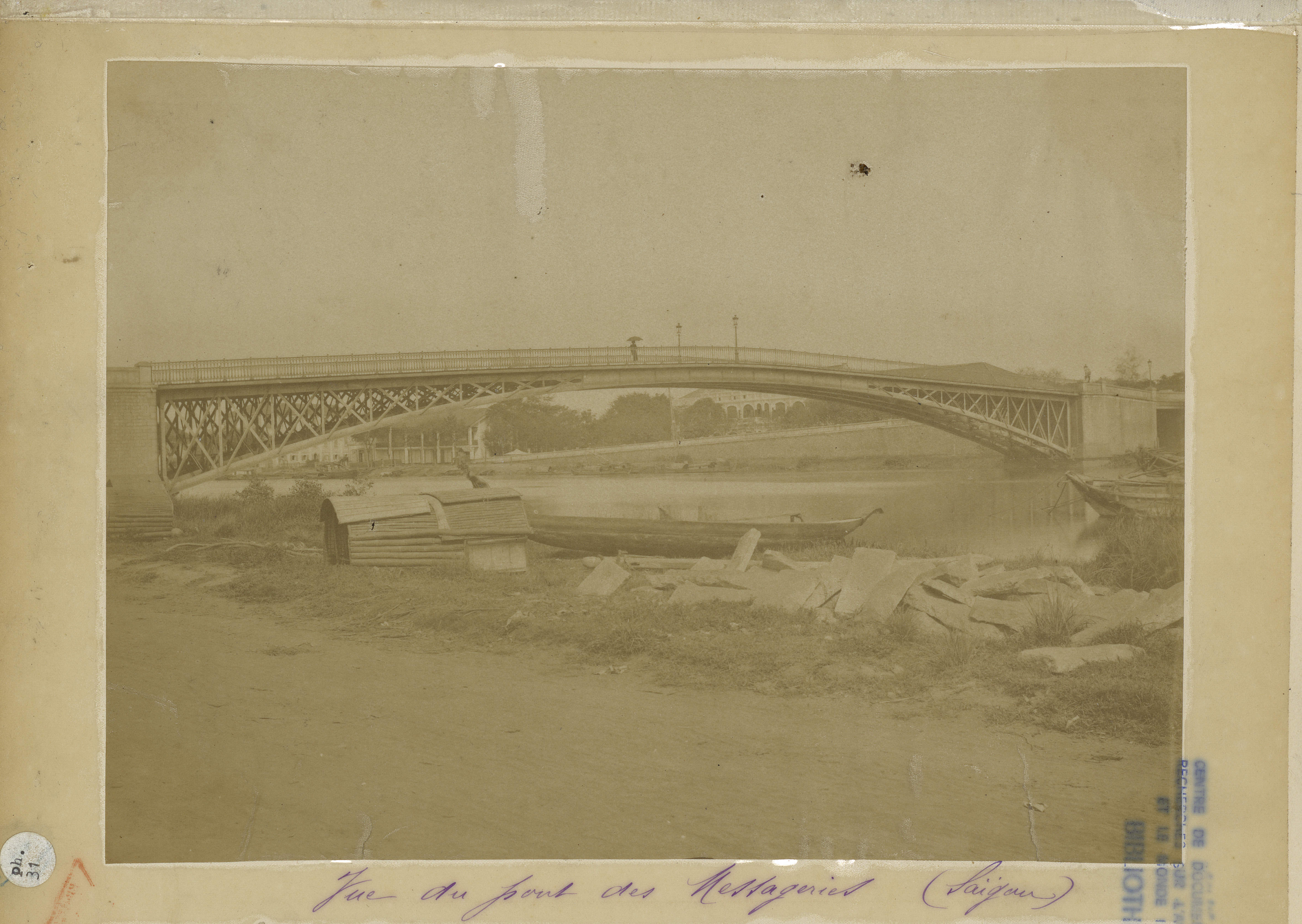
Cầu Mống vào cuối thế kỷ 19
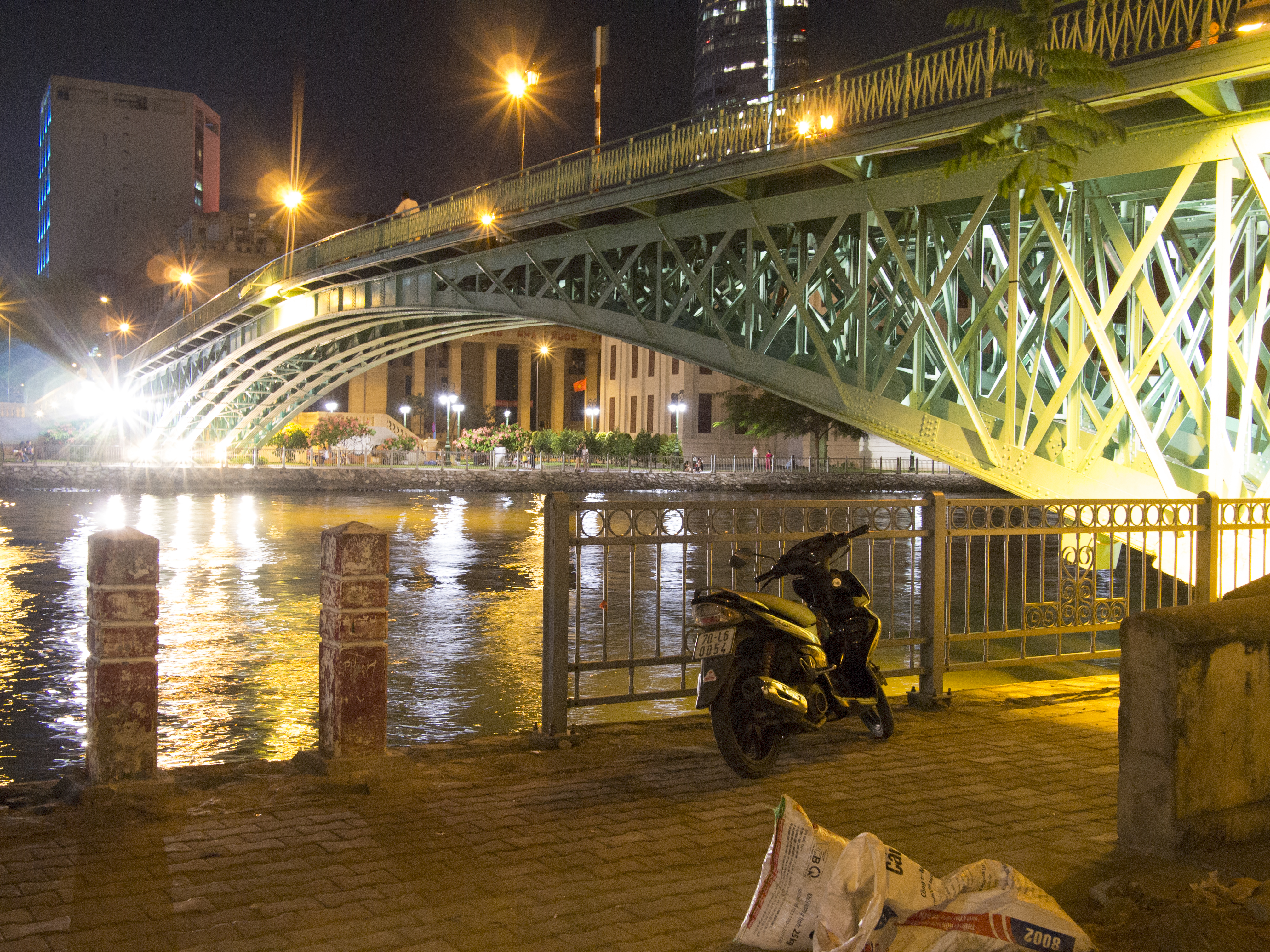
Cầu Mống nhìn từ hướng quận 4, Tp Hồ Chí Minh, ảnh chụp 19 tháng 11 năm 2015
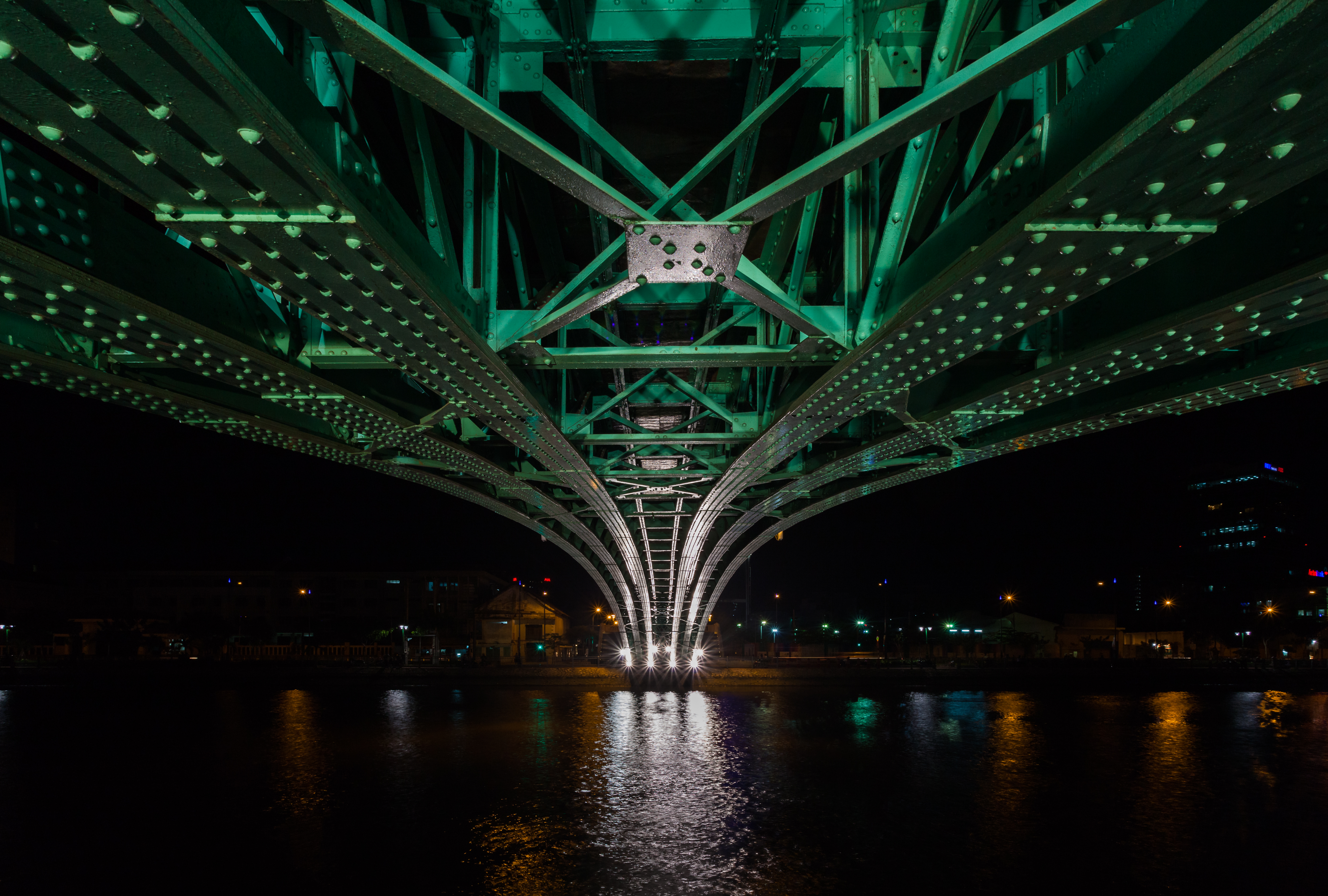
Gầm cầu Mống trong đêm (ảnh chụp ngày 14 tháng 8 năm 2013)